# إيمانويل أرسكين
إيمانويل أرسكين (بالإنجليزية: Emmanuel Erskine)‏ هو سياسي غاني، ولد في 19 يناير 1937 بكوماسي في غانا. حزبياً، نشط في حزب التراث الشعبي ‏.